# Șev Iakine, Vasîlkivka
Șev Iakine (în ucraineană Шев` Якіне) este un sat în comuna Pavlivka din raionul Vasîlkivka, regiunea Dnipropetrovsk, Ucraina.

## Demografie
Componența lingvistică a localității Șev Iakine
     Ucraineană (97,98%)
     Rusă (1,01%)
     Belarusă (1,01%)
Conform recensământului din 2001, majoritatea populației localității Șev Iakine era vorbitoare de ucraineană (97,98%), existând în minoritate și vorbitori de rusă (1,01%) și belarusă (1,01%).